# Diplomatic Security Service

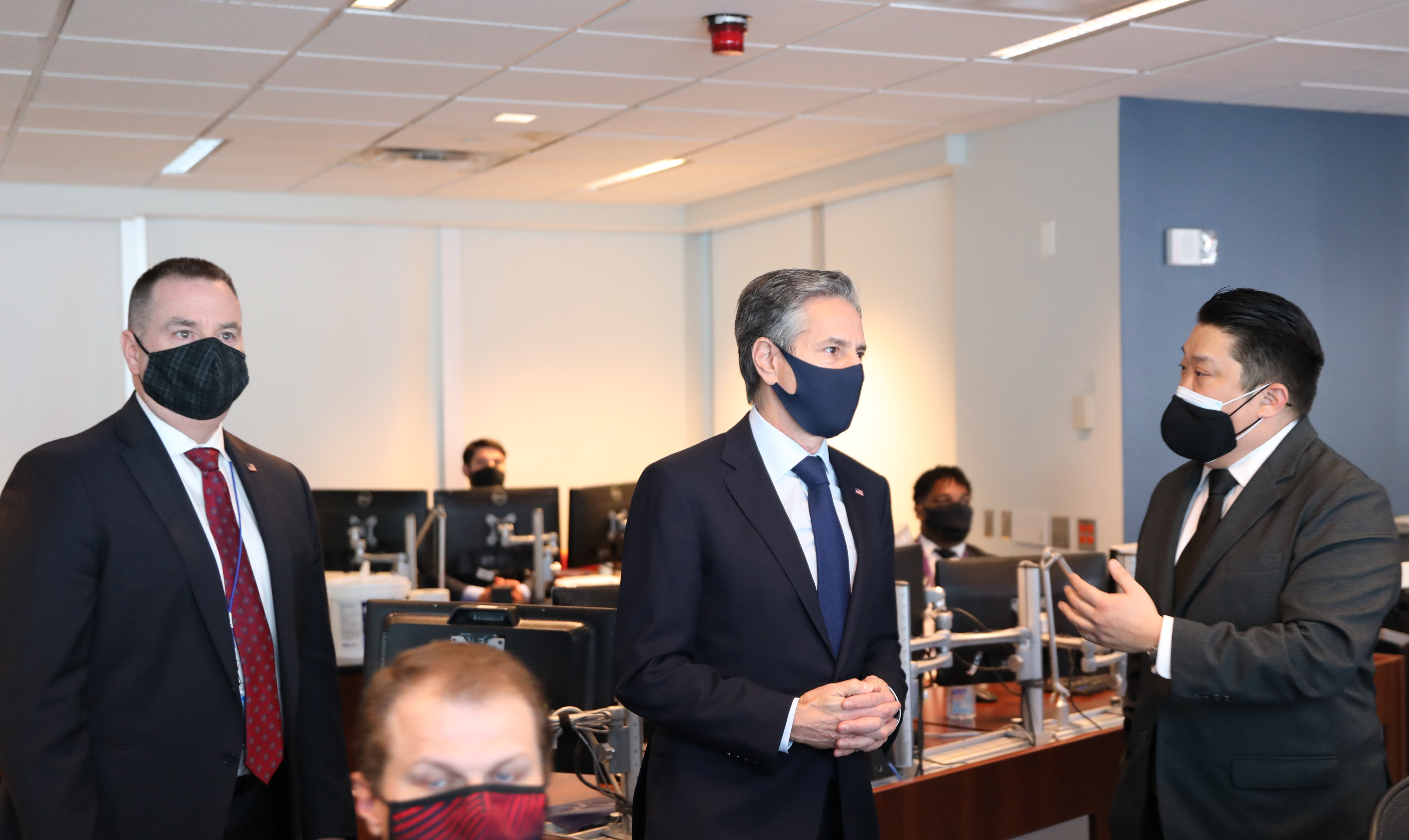
Il Segretario di Stato Antony Blinken visita il Centro di comando del DSS.

Il Diplomatic Security Service (DSS o DS) è un'agenzia governativa di sicurezza diplomatica e sicurezza esterna che funge da divisione operativa dell'Ufficio per la sicurezza diplomatica, parte del Dipartimento di Stato degli Stati Uniti d'America. La sua attività principale è la protezione delle risorse diplomatiche, del personale e delle informazioni, nonché combattere le frodi in materia di visti e passaporti. L'agenzia si occupa anche di antiterrorismo, controspionaggio, sicurezza informatica e indagini penali, sia a livello nazionale che all'estero.

## Storia
Nato dalle misure di sicurezza diplomatiche emanate durante la prima guerra mondiale, il DSS è stato formalmente istituito nel 1985 in risposta al grave attentato del 1983 all'ambasciata degli Stati Uniti e alla base dei Marines di Beirut. È la principale agenzia delle forze dell'ordine degli Stati Uniti all'estero e la più diffusa al mondo, proteggendo 275 missioni diplomatiche statunitensi in oltre 170 paesi e 29 città degli Stati Uniti. Gli agenti speciali del DSS sono gli unici fra le forze dell'ordine federali degli Stati Uniti ad essere anche membri del servizio di sicurezza estero.

## Funzioni
L'attività maggiore dell'agenzia è garantire la sicurezza del Segretario di Stato americano, dell'ambasciatore degli Stati Uniti presso le Nazioni Unite e ad altri diplomatici rilevanti, sia a livello nazionale che all'estero. Fra le sue funzioni di sicurezza diplomatica, il DSS protegge anche i dignitari stranieri, fornisce consulenza agli ambasciatori statunitensi in materia di sicurezza e gestisce programmi di sicurezza per eventi internazionali, spesso in collaborazione con controparti nazionali e straniere.